# Іновроцлавський повіт
Іновроцлавський повіт (пол. powiat inowrocławski) — один з 19 земських повітів Куявсько-Поморського воєводства Польщі.
Утворений 1 січня 1999 року в результаті адміністративної реформи.

## Загальні дані
Повіт знаходиться у південній та центральній частині воєводства.
Адміністративний центр — місто Іновроцлав.
Станом на 1.01.2008 населення становить 164 571 осіб, площа 1225,18 км².

## Демографія
Демографічні дані повіту станом на 30.06.2005:
|       | Всього  | Всього | Жінки  | Жінки | Чоловіки | Чоловіки |
| ----- | ------- | ------ | ------ | ----- | -------- | -------- |
|       | осіб    | %      | осіб   | %     | осіб     | %        |
| Повіт | 165 969 | 100    | 85 481 | 51,5  | 80 488   | 48,5     |
| Міста | 109 081 | 100    | 57 118 | 52,4  | 51 963   | 47,6     |
| Села  | 56 888  | 100    | 28 363 | 49,9  | 28 525   | 50,1     |